# Rudolf Horvat
Rudolf Horvat (Koprivnica, 14. ožujka 1873. – Zagreb, 25. svibnja 1947.), bio je hrvatski povjesničar, književnik i političar.

## Životopis
Rudolf Horvat rodio se u Koprivnici 1873. godine. Negov otac Andrija bio je obrtnik i gradski zastupnik. Završio je osnovnu školu u Koprivnici, a gimnaziju u Varaždinu i Zagrebu. Upisao se na Bogoslovni fakultet u Zagrebu, ali je nakon dvije godine prešao na Filozofski gdje je, 1896. godine, diplomirao povijest i zemljopis. Doktorirao je s temom Kralj Tomislav i njegovo doba na Filozofskom fakultetu. Prvi posao dobio je u Osječkoj realnoj gimnaziji 1901. godine. Horvat je bio opredijeljen za opoziciju (protiv bana Khuena Hedervarya) pa dolazi na listu nepoćudnih vladi, te ga premještaju na Realnu gimnaziju u Zemun, gdje je prijateljevao sa Stjepanom Radićem i gdje su zajedno napravili ideju o osnivanju HSS-a. Zatim je premješten na nižu gimaziju u Petrinji, gdje piše prve velike radove. Za vrijeme službovanja u Petrinji napisao je knjigu Borba Hrvata s Turcima za Petrinju zbog koje je izabran za počasnog građanina Petrinje.
Nakon sedam molbi za premještaj tek 1907. godine prešao je u Zagreb, na Donjogradsku realnu gimnaziju. Njegovo neslaganje s hrvatsko-srpskom koalicijom, koja je imala vlast i sve jača orijentacija prema Stjepanu Radiću bili su uzrokom što je ostao bez profesorske službe i bez šansi za zaposlenje u Državnom arhivu u Zagrebu. Za vrijeme Prvoga svjetskog rata interniran je u Ugarskoj kao prijatelj Srba, a nakon rata u novoj državi zbog kritike novoga jugoslavenskog grba bio je 1919. godine umirovljen iz službe. Sva svoja istraživanja financirao je sam i bez ikakve državne pomoći. Događaji do kojih je došlo poslije atentata na Stjepana Radića stvorili su kod njega uvjerenje u potrebu izgradnje samostalne države Hrvatske, pa se njegovo pisanje u tom vremenu opet okreće politici. U tome razdoblju povremeno pisao je za Jutarnji list priče iz prošlosti s određenom tematikom. U to vrijeme, 1929. i 1930. godine, urednik Jutarnjeg lista bio je Josip Horvat novinar i publicist rođen u Čepinu.
Godine 1937. Rudolf Horvat osnovao je povijesno društvo Hrvatski rodoljub u čijem izdanju tiska više svojih knjiga a u vrijeme Banovine Hrvatske pokreće časopis Hrvatska prošlost. Kad je uspostavljena NDH Horvat se reaktivirao kao povjesničar i profesor te je predavao povijest na Domobranskoj akademiji i u Zastavničkoj školi. Godine 1942. imenovan je zastupnikom u Saboru, a 1944. godine imenovan je redovitim profesorom povijesti na Filozofskom fakultetu u Zagrebu. Godine 1942. izdana je njegova knjiga Hrvatska na mučilištu, koja donosi obilan povijesni materijal o prilikama u Hrvatskoj između 1918. i 1941. godine, zbog koje je u ljeto 1945. godine od novih vlasti izveden pred Sud za zaštitu nacionalne časti. Presudom Vrhovnoga narodnoga suda u Zagrebu osuđen je na gubitak političkih i građanskih prava u trajanju od 10 godina.
Preminuo je u Zagrebu 1947. godine. Pokopan je na zagrebačkome groblju Mirogoju.

## Politički rad
Jedan je od inicijatora osnivanja Hrvatske pučke seljačke stranke (HPSS). Bio je članom užeg vodstva HPSS-a odnosno HSS-a te njegov rizničar. Kasnije se razišao s politikom koju je provodio Stjepan Radić i pribliio se manje umjerenim hrvatskim političkim opcijama. U više navrata biran je za zastupnika u državnom parlamentu na listi HSS-a (1920. godine je bio nositeljem liste u zagrebačkoj županiji, a 1923. godine je dobio mandat u Osijeku i Valpovu). Nakon Drugoga svjetskog rata jugoslavenske komunističke vlasti su ga osudile i oduzele mu građanska i politička prava u trajanju od deset godina, ostao je i bez profesorske mirovine koju više nikada nije primio, a njegova djela se nisu smjela posve slobodno koristiti čitavo vrijeme kada su na vlasti bili komunisti. Kroz popularizaciju povijesnih rezultata u tiskanim medijima borio se za obnovu hrvatske državnosti. Priredio je više serija izvornih dokumenata iz hrvatske povijesti. Bio je jedan od značajnijih zalagatelja za stvaranje samostalne Hrvatske. Zbog svoje izrazito hrvatske djelatnosti od državnog je režima bio sustavno omalovažavan i onemogućavan u radu. U gradovima u kojima je službovao bio je organizator društvenog i kulturnog života, a napose u radu pjevačkih društava.

## Znanstveno, književno stvaralaštvo
Djelujući između povijesti i politike nije iskoristio svoje pune mogućnosti ni na jednom polju,[nedostaje izvor] ali je njegov trag neizbrisiv u oba područja. Za života mu je objavljeno 56 knjiga, 1.200 članaka a održao je 2.000 predavanja. Napisao je više djela i članaka o brojnim hrvatskim gradovima (Zagreb, Koprivnica, Varaždin, Petrinja, Virovitica itd.) i regijama (Lika, Krbava, Podravina, Međimurje, Slavonija itd.), ali i nekoliko uspjelih sinteza hrvatske povijesti. Napisao je jedinu sintezu povijesti hrvatskog gospodarstva koja je objavljena tek u samostalnoj hrvatskoj državi 1994. godine (Povijest trgovine, obrta i industrije u Hrvatskoj, priredila ju je za tisak Mira Kolar-Dimitrijević koja je ujedno objavila Horvatovu bibliografiju).
Rudolf Horvat pisao je povijesne romane i novele nastojeći tako približiti hrvatska povijesna zbivanja široj čitalačkoj publici a ujedno i djelovati na nacionalne osjećaje. Napisao je više književnih djela od kojih je dio objavljen u obliku knjiga.

## Djela
Nepotpun popis djela:
- Ivan Korvin, ban hrvatski, Zagreb, 1896.
- Kralj Tomislav i njegovo doba, Zagreb, 1897.
- Rat Hrvata s Mađarima 1848. godine, 4 sveska, Zagreb, 1900. i 1901.
- Borba Hrvata s Turcima za Petrinju, Petrinja, 1903.
- Povijest Hrvatske, Petrinja, 1904.
- Najnovije doba hrvatske povijesti, Zagreb, 1906.
- Povijest Međimurja, Varaždin, 1907.
- Politička povijest grada Rijeke, Rijeka, 1907.
- Varaždin koncem XVI. stoljeća, Zagreb, 1911.
- Izborna reforma u Hrvatskoj, Zagreb, 1917.
- Hrvati u Bačkoj, Bunjevci i Šokci, Osijek, 1922.
- Hrvati i Srbi, Osijek, 1923.
- Hrvatsko pitanje, Zagreb, 1923.
- Povijest Hrvatske: knjiga I.: od najstarijeg doba do g. 1657., Zagreb, 1924.
- Kako su nekada živjeli hrvatski obrtnici?, Zagreb, 1929.
- Hrvatska Podravina, Zagreb, 1933.
- Slavonija, Zagreb, 1936.
- Povijest Đurđevca, Zagreb, 1940.
- Na bedemima stare Hrvatske, Zagreb, 1941.
- Lika i Krbava: povijesne slike, crtice i bilješke, I-II, Zagreb, 1941.
- Gradec kod Križevaca, Zagreb, 1942.
- Hrvatska na mučilištu, Zagreb, 1942., (pretisak 1991.)
- Prošlost grada Zagreba, Zagreb, 1942. (pretisak 1992.)
- Zagreb - povijest glavnog grada Hrvatske, Zagreb, 1943.
- Povijest slob. i kr. grada Koprivnice, Zagreb, 1943.
- Povijest trgovine, obrta i industrije u Hrvatskoj, 1994.
- Srijem: naselja i stanovništvo, Hrvatski institut za povijest, Podružnica za povijest Slavonije, Srijema i Baranje, Slavonski Brod, 2000.[7]
- Hrvatska povijest, Naklada Bošković, Split, 2002. (2. izd. 2002.) (suautori: Antun Dabinović, Tomislav Jonjić, Lovre Katić, Ivan Mužić Slavko Pavičić i Franjo Perše)

### Književna djela
- Pripovijesti iz hrvatske povijesti, u dva sveska izdana u Zagrebu 1903. i 1904.
- Novela Posljednji knez Slunjski, Zagreb, 1913.
- Roman Tko će biti kralj?: roman iz hrvatske povijesti 16. vijeka, Zagreb, 1914.

## Nagrade i počasti
- 1905.: Izabran za počasnoga građanina Petrinje.
- 1926.: Njegovo djelo Povijest trgovine, obrta i industrije u Hrvatskoj (objavljeno 1994. godine) pobijedilo je na natječaju koji je te godine raspisala Trgovačka i obrtnička komora u Zagrebu.[8]

## Vanjske poveznice
|  | Wikizvor ima izvorni tekst Povijest Hrvatske |

- Rudolf Horvat, Hrvatska na mučilištu, archive.org
- Hrvatski državni liječnici u XVII. stoljeću, Liječnički vjesnik, god. 53., broj 4., Zagreb, travanj 1931., str. 352. – 370.